# Hexen bis aufs Blut gequält
Hexen bis aufs Blut gequält  (en alemany Bruixes torturades fins que sagnen, comercialitzada en anglès com Mark of the Devil) és una pel·lícula de terror de l'Alemanya Occidental del 1970. És més recordat pels eslògans de màrqueting dels EUA ideats per Hallmark Releasing Corp. que incloïa "Positivament la pel·lícula més horrorosa que s'ha fet mai" i "Classificada V per Violència", mentre que es van lliurar gratuïtament al públic bosses per vomitar en el moment de l'entrada.
Encara que no va ser processada per obscenitat, la pel·lícula va ser confiscada i confiscada al Regne Unit en virtut de la Secció 3 de la Llei de Publicacions Obscenes de 1959 durant el pànic del video nasty.

## Argument
El comte Christian von Meruh és un caçador de bruixes i aprenent de Lord Cumberland a l'Àustria de principis del segle xviii. Creu fermament en el seu mentor i en la seva missió, però perd la fe quan descobreix a Cumberland estrangulant un home fins a la mort per dir-li impotent. Meruh comença a veure per si mateix que els judicis de bruixes són una estafa per robar a la gent la seva terra, diners i altres objectes personals de valor i seduir dones boniques. Finalment, la gent del poble es revolta i Cumberland s'escapa, però Meruh és capturat per la gent del poble.
La pel·lícula (que The Aurum Film Encyclopedia: Horror anomena "grotescament sàdica") conté simulacions molt sòlides de tortura gràfica, com ara la llengua d'una dona que li va ser arrencada del cap amb pinces, monges violades, claus per trobar la taca del Diable, pals de fuet, dits tallats, bastidors i multitud de pallisses vicioses.
Els crèdits inicials i la veu en off fan l'afirmació exagerada que més de vuit milions de persones van ser condemnades com a bruixes i assassinades durant el període en què està ambientada la pel·lícula. El consens acadèmic sobre el nombre total d'execucions per bruixeria oscil·la entre 40.000 i 60.000 - vegeu Procés a les bruixes a principis del període modern.

## Repartiment
- Herbert Lom - Lord Cumberland
- Olivera Katarina - Vanessa Benedikt (acreditada com a Olivera Vučo)
- Udo Kier - Comte Christian von Meruh
- Reggie Nalder - Albino
- Herbert Fux - Botxí
- Michael Maien - Baró Daumer
- Ingeborg Schöner - Esposa del noble
- Johannes Buzalski - Advocat
- Gaby Fuchs - Deidre von Bergenstein
- Adrian Hoven - Noble

## Producció
La pel·lícula està basada en un guió de Michael Armstrong de 1969. Els plans originals van ser liderats pel productor Adrian Hoven, que tenia la intenció de produir, dirigir i protagonitzar la pel·lícula. La versió d'Hoven era una pel·lícula completament diferent que es rumorejava que es diria The Witch Hunter - Dr. Dracula. La pel·lícula es va fer per treure profit de l'èxit del clàssic de Michael Reeves Witchfinder General de 1968. Hoven ha estat col·laborador de Jess Franco. Va ser un actor convertit en productor i director.
La producció es va rodar durant l'estiu de 1969 a Àustria. Des del principi la producció va ser difícil, inclòs el fet que al plató es parlaven almenys mitja dotzena d'idiomes, cosa que va causar problemes al repartiment i a l'equip. El productor Adrian Hoven i el director Michael Armstrong no es van tenien bones relacions i sovint discutien per la més mínima de les coses. Hoven es va assegurar que un petit nombre dels guions es mantinguessin al plató i fins i tot va retallar part del rodatge d'Armstrong, de manera que les seves pròpies idees es poguessin inserir a la pel·lícula. Com que el director de fotografia Ernst W. Kalinke era amic d'Hoven, tots dos filmarien escenes sense el permís d'Armstrong. Armstrong afirma en la seva pista de comentaris sobre el llançament en blu-ray d'Arrow que no van filmar res significatiu, tot i que va afegir l'escena de tortura a l'aigua amb Hoven com a actor a petició seva. Per donar a la pel·lícula una certa precisió històrica, es va rodar en un castell austríac on s'havien fet interrogatoris reals per trobar bruixes. Aquest castell també va servir com a museu amb autèntiques eines de tortura que es van utilitzar a la pel·lícula.

## Estrena
la pel·lícula fou estrenada a Alemanya Occidental el 19 de febrer de 1970. La pel·lícula es va estrenar als cinemes als Estats Units per Hallmark Releasing l'any 1972 i des d'aleshores està disponible a VHS en multitud d'estrenes de diferents companyies, totes variant pel que fa al contingut violent, i s'ha estrenat en laserdisc d'Elite Entertainment. La pel·lícula va ser estrenada en DVD per Anchor Bay Entertainment el 1998 i reeditada per Blue Underground  el 2004. Arrow Films va estrenar la pel·lícula el 17 de març de 2015 sense tallar per primera vegada a Blu-ray Disc al Regne Unit i Estats Units. El llançament va incloure la pel·lícula documental de High Rising Productions Mark of the Times i un reportatge especial sobre el distribuïdor Hallmark Releasing amb el documental Hallmark of the Devil.

## Recepció
La pel·lícula va tenir més èxit a taquilla que Witchfinder General. Aquest èxit s'atribueix sovint a la campanya publicitària. La pel·lícula ha estat criticada per molts crítics per ser massa violenta per contenir cap missatge i massa explotadora mentre tractava un tema històric seriós. Altres crítiques lloen la pel·lícula per la seva banda sonora, els seus efectes especials, i llocs de rodatge, que consisteixen en el camp muntanyós austríac i els castells senyorials.
La conferència d'estudis cinematogràfics de la Universitat de Viena Mark of the Devil: On a Classic Exploitation Film es va celebrar del 3 al 5 d'abril de 2014. El 2017 el Cine-Excess eJournal va dedicar un número especial a la pel·lícula i la seva seqüela, Mark of the Devil Part II, que inclou una sèrie d'articles extensos (sobre temes com l'autoria, màrqueting i censura) i una entrevista amb Joyce i Percy Hoven.
"Mark of the Devil", una cançó de l'EP de 2015 de la banda finlandesa de heavy/doom metal Wolfshead Caput Lupinum, està basada en la pel·lícula.